# Cerco de Diu (1531)
O Cerco de Diu de 1531 deu-se quando uma forte armada portuguesa sob o comando do governador Nuno da Cunha tentou tomar a cidade guzerate de Diu pela força das armas, sem sucesso. A vitória deveu-se em parte devido ao poder de fogo empregue por Mustafá Bairã, um mercenário de origem árabe antes ao serviço do Império Otomano.
Pouco antes do cerco, os portugueses derrotaram cerca de 800 soldados inimigos na ilha de Betel [a], massacrando-os por completo.  Morreram 9  ou 17 portugueses e ficaram feridos 120.  Navegaram depois para Diu, mas os muçulmanos obrigaram-nos a retirar, matando 14. 
Embora Diu tenha sido defendida, a vitória guzerate durou pouco: foi imposto um bloqueio naval a Diu e a armada portuguesa foi desviada para cidades guzerate mais expostas. Goga, Surrate, Mangrol, Somnate, Baçaim, Trapor, Quelva, Maim, Bulçar, Agaçaim, Patão, Pate e muitas povoações menores foram atacadas e saqueadas, algumas jamais recuperando.
Em 1534, o sultão Badur de Guzerate assinou um tratado de paz com o governador Nuno da Cunha, concedendo aos portugueses o território de Baçaim, incluindo Bombaim. Em 1535, os portugueses foram autorizados a construir uma fortaleza em Diu.